# ماوريتسيو فابريتسيو
ماوريتسيو فابريتسيو (بالإيطالية: Maurizio Fabrizio)‏ هو منتج أسطوانات ومغني وملحن وكاتب أغاني إيطالي، ولد في 16 مارس 1952 في ميلانو في إيطاليا.

## وصلات خارجية
- الموقع الرسمي
- ماوريتسيو فابريتسيو على موقع IMDb (الإنجليزية)
- ماوريتسيو فابريتسيو على موقع ميوزك برينز (الإنجليزية)
- ماوريتسيو فابريتسيو على موقع أول ميوزيك (الإنجليزية)
- ماوريتسيو فابريتسيو على موقع ديسكوغز (الإنجليزية)